# Ladurnhof (Schlanders)

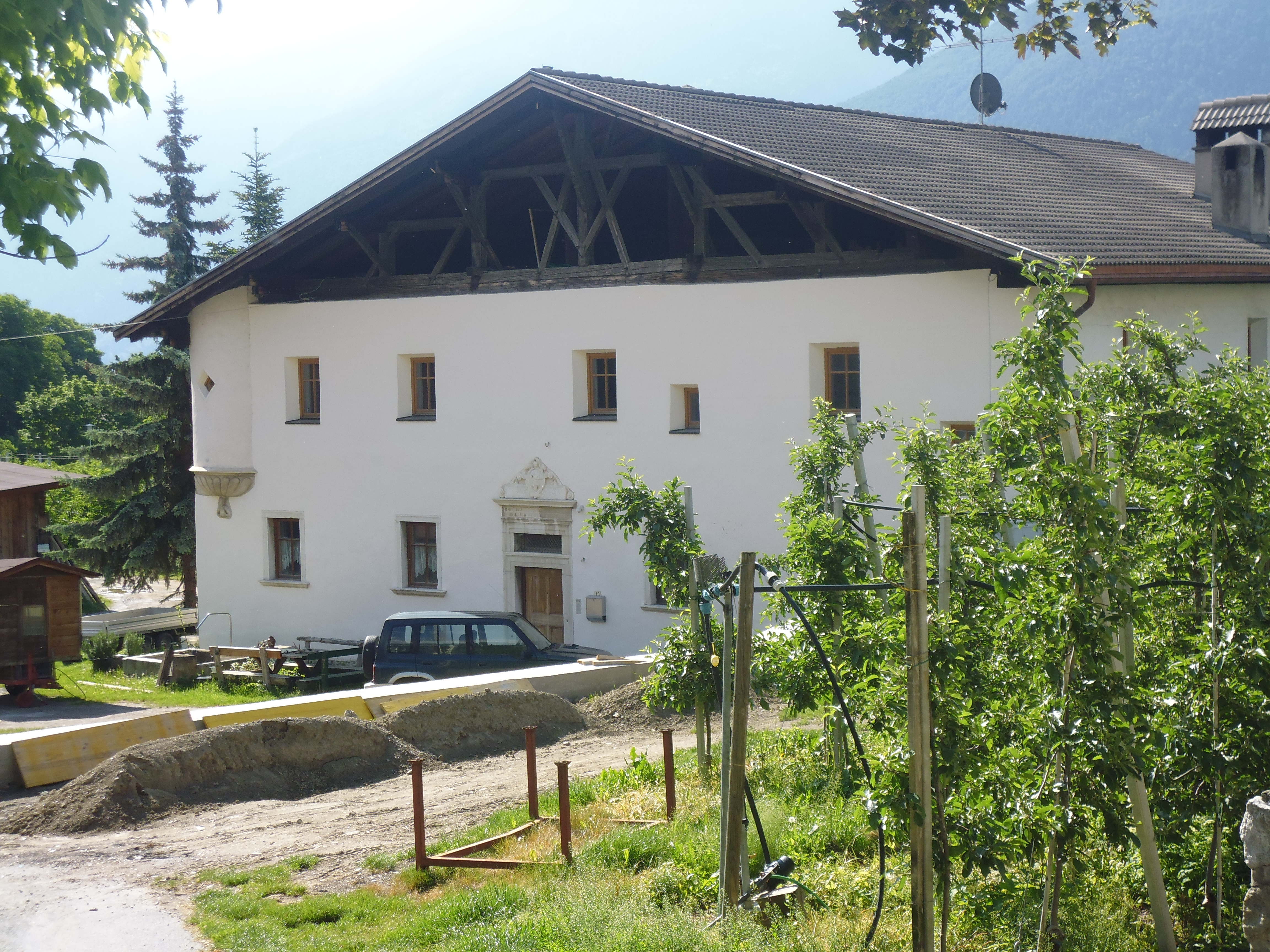
Ladurnhof in Schlanders

Der Ladurnhof (auch Starkenhof oder Trögerhof) in Schlanders in Südtirol wird zum mittelalterlichen Siedlungsbestand der Gemeinde gerechnet. Es ist davon auszugehen, dass es sich bei dem Ladurnhof ursprünglich um jenen Großhof handelte, den König Heinrich IV. 1077 dem Bischof Altwin in Brixen als Besitzung in „Slanders“ geschenkt hat. Zusammen mit dem abgegangenen Niederhof und dem von einer Mure zerstörten Carleitenhof ging der Ladurnhof 1164 an das Benediktinerkloster Marienberg. Danach wurde der Hof zum klösterlichen Mairhof, der mit der Verwaltung der klösterlichen Besitzungen im Raum Schlanders beauftragt war. Hier wurden auch die Abgaben, Zehnte und Zinse der Bauleute an das Kloster in Empfang genommen. Der amtierende Mair war gleichzeitig der Mesner der zum Hof gehörenden St.-Ingenuin-Kirche.
Die Existenz des Hofes ist erstmals für das Jahr 1427 nachgewiesen. Als Bauer erscheint in diesem Jahr urkundlich ein Christoph Ladurner. Der Hof führte zu diesem Zeitpunkt jedoch noch nicht den Namen Ladurnhof, da diese Bezeichnung erstmals Ende des 16. Jahrhunderts unter dem Hauptmann und Pfleger im Landgericht Schlanders, Jennewein Ladurner, verwendet wurde. Unter Jennewein Ladurner begann ein umfangreicher Neubau, von dem das Erdgeschoss mit der marmorgerahmten Eingangstür an der Nordseite, steingerahmte Fenster- und Türeinfassungen, sowie ein runder Eckerker erhalten sind. Der Erker sitzt über zwei figürlichen Konsolen und zwei ausbauchenden Muscheln. Angeblich stellen die beiden Konsolfiguren den Jennewein Ladurner und dessen Ehefrau dar.
An den Bauherrn erinnert die Wappenkartusche über der Tür und die Inschrift

„IHENNEWEIN LADURNER ZVMTHVRN HAVBTMAN 1598“

Der Grundriss entspricht dem Mittelflurprinzip, der stichkappengewölbte Hausgang durchquert das komplette Gebäude von Nord nach Süd. Das Haus hat einen offenen Bundwerkgiebel.
In der Nordostecke befindet sich eine Renaissancestube, die über Stubengetäfel mit Kassettendecke verfügt. Der Zugang ist eine pilastergerahmten Stubentür mit der intarsierten Inschrift:

„IHENNEBEIN LADURNER Z. TH. 1598“

Im Mittelflur findet sich die Inschrift:

„Armueth vertreibt Hochmuet 1598“

Erst in den Jahren 1980–1997 wurde im Zuge der Gesamtsanierung, das bis dahin unvollendet gebliebene Obergeschoss fertiggestellt. Die Denkmalschutzbindung erfolgte am 24. Oktober 1980.
Das Anwesen liegt an der Krankenhausstraße, in direkter Nachbarschaft zum Krankenhaus Schlanders.